# Eupenicillium javanicum
Eupenicillium javanicum är en svampart. Eupenicillium javanicum ingår i släktet Eupenicillium och familjen Trichocomaceae.

## Underarter
Arten delas in i följande underarter:
- lineolatum
- meloforme
- javanicum